# 阿則米卡斯
阿則米卡斯（生存於前四世紀），腓尼基城邦泰爾的國王。當亞歷山大大帝東征與波斯阿契美尼德帝國作戰，並入侵至腓尼基時，阿則米卡斯和泰爾艦隊此時正與波斯艦隊司令奧托弗拉達提斯在海上。當泰爾和其他腓尼基城邦表達願意歸順亞歷山大，而亞歷山大向泰爾代表表示，他想要進入泰爾新城內的神殿獻祭，但是遭到泰爾市民拒絕。亞歷山大因此開始圍攻泰爾。
阿則米卡斯聽到亞歷山大入侵到泰爾，隨即離開波斯艦隊，返回泰爾。當泰爾圍城戰步入尾聲，馬其頓軍攻入城內之時，阿則米卡斯和其他貴族紛紛逃到泰爾神殿內尋求庇護。戰後，亞歷山大都赦免阿則米卡斯一行人，但把其他倖存的30,000名泰爾市民貶為奴隸。